# Lista de universidades nacionais da Coreia do Sul
Esta é uma lista das universidades nacionais da Coreia do Sul. As universidades nacionais (em coreano:  국립대학교) foram estabelecidas pelo governo sul-coreano para prover ensino superior para auxiliar no desenvolvimento do país. Existem dez grandes universidades nacionais, que foram criadas para desempenhar um papel no desenvolvimento de cada região.

## Universidades principais (Flagship Universities)
- Universidade Nacional de Chonbuk - Jeonju, Jeolla do Norte
- Universidade Nacional de Chonnam - Gwangju
- Universidade Nacional de Chungbuk - Cheongju, Chungcheong do Norte
- Universidade Nacional de Chungnam - Daejeon
- Universidade Nacional de Gyeongsang - Jinju, Gyeongsang do Sul
- Universidade Nacional de Jeju - Jeju, Jeju
- Universidade Nacional de Kangwon - Chuncheon, Gangwon
- Universidade Nacional Kyungpook - Daegu
- Universidade Nacional de Pusan - Busan
- Universidade Nacional de Seul - Seul

## Universidades nacionais especiais
- Instituto de Ciência e Tecnologia Gyeongbuk de Daegu - Daegu
- Instituto de Ciência e Tecnologia de Gwangju - Gwangju
- Instituto Nacional de Ciência e Tecnologia de Ulsan - Ulsan
- KAIST - Daejeon
- Universidade Nacional de Artes da Coreia - Seul
- Universidade Nacional do Patrimônio Cultural da Coreia - Buyeo, Chungcheong do Sul

## Universidades nacionais de educação
As seguintes universidades nacionais foram estabelecidas para formar professores de ensino fundamental:
- Universidade Nacional de Educação de Busan - Busan
- Universidade Nacional de Educação de Cheongju - Cheongju, Chungcheong do Norte
- Universidade Nacional de Educação de Chuncheon - Chuncheon, Gangwon
- Universidade Nacional de Educação de Daegu - Daegu
- Universidade Nacional de Educação de Gongju - Gongju, Chungcheong do Sul
- Universidade Nacional de Educação de Gwangju - Gwangju
- Universidade Nacional de Educação de Gyeongin - Incheon
- Universidade Nacional de Educação de Jeonju - Jeonju, Jeolla do Norte
- Universidade Nacional de Educação de Seul - Seul

## Outras universidades nacionais
- Instituto Nacional de Tecnologia de Kumoh - Gumi, Gyeongsang do Norte
- Universidade Nacional de Andong - Andong, Gyeongsang do Norte
- Universidade Nacional de Changwon -  Changwon, Gyeongsang do Sul
- Universidade Nacional de Educação da Coreia - Cheongwon, Chungcheong do Norte
- Universidade Nacional de Esportes da Coreia - Seul
- Universidade Marítima da Coreia - Busan
- Universidade Nacional de Transportes da Coreia - Chungju, Chungcheong do Norte
- Universidade Nacional de Gangneung-Wonju - Gangneung, Gangwon
- Universidade Nacional de Ciência e Tecnologia de Gyeongnam - Jinju, Gyeongsang do Sul
- Universidade Nacional de Hanbat - Daejeon
- Universidade Nacional de Hankyong - Anseong, Gyeonggi
- Universidade Nacional de Incheon - Incheon
- Universidade Nacional de Kongju - Gongju, Chungcheong do Sul
- Universidade Nacional de Kunsan - Gunsan, Jeolla do Norte
- Universidade Nacional Marítima de Mokpo - Mokpo, Jeolla do Sul
- Universidade Nacional de Mokpo - Mokpo, Jeolla do Sul
- Universidade Nacional de Pukyong - Busan
- Universidade Nacional de Ciência e Tecnologia de Seul - Seul
- Universidade Nacional de Sunchon - Suncheon, Jeolla do Sul

## Faculdades nacionais
- Faculdade Nacional de Agricultura e Pescas da Coreia - Hwaseong, Gyeonggi
- Faculdade Nacional do Bem-Estar da Coreia - Pyeongtaek, Gyeonggi

## Educação a distância
- Universidade Aberta Nacional da Coreia - Seul